# Villa ten Hompel

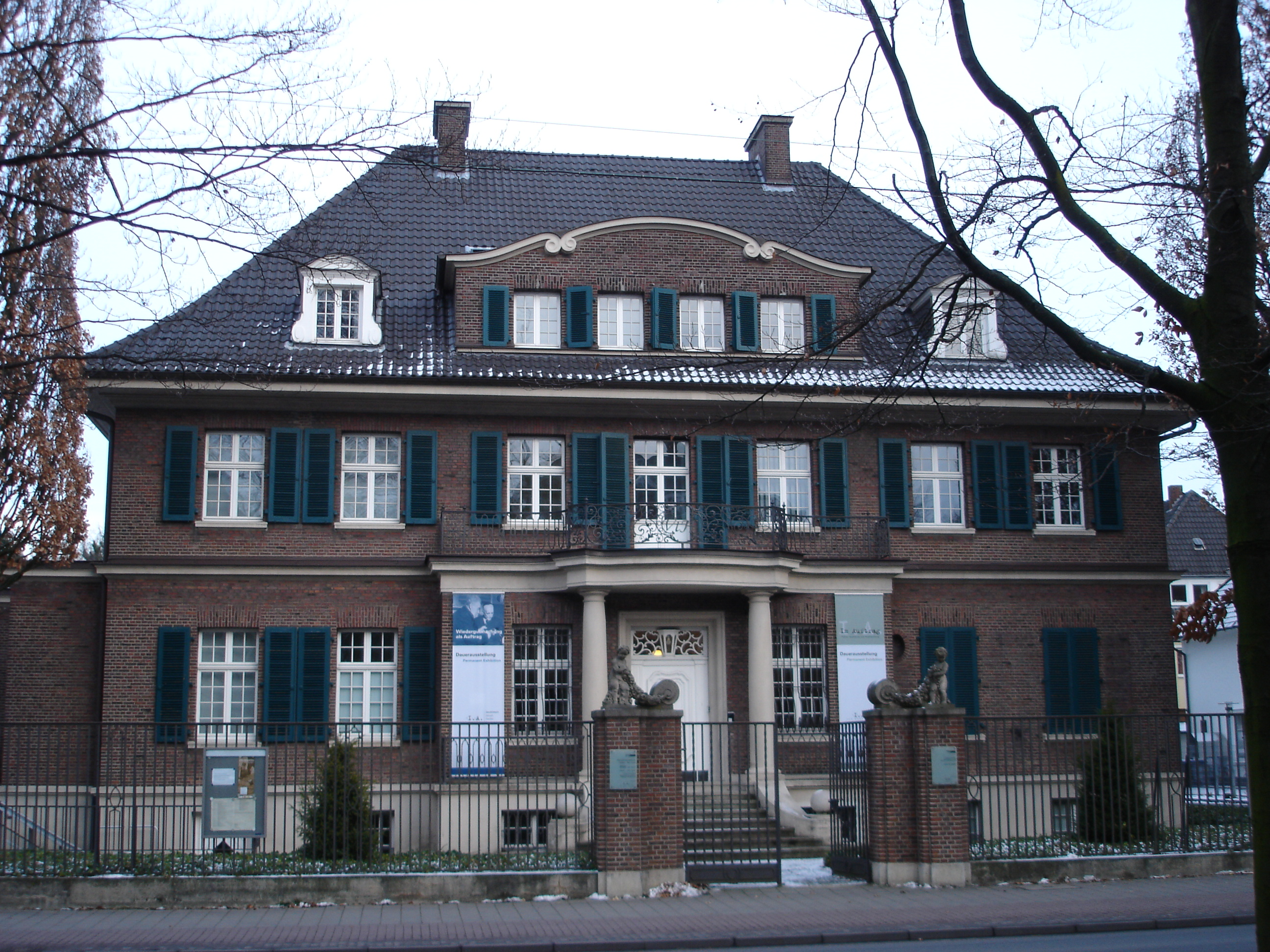
Die Villa ten Hompel (2005)

Die Villa ten Hompel ist eine Gedenkstätte für Verbrechen von Polizei und Verwaltung in der Zeit des Nationalsozialismus im westfälischen Münster. Als Geschichtsort erinnert sie an die Aufgabe, Verfolgte des Nationalsozialismus zu entschädigen und arbeitet präventiv gegen Rechtsextremismus und für Demokratie.

## Geschichte

### Rudolf ten Hompel, Großindustrieller
Die Villa wurde ab 1924 vom münsterschen Industriellen Rudolf ten Hompel gebaut. Ten Hompel war einer der reichsten Bürger der Stadt Münster und Miteigentümer des zu dieser Zeit in Deutschland größten Konzerns von Zementwerken, den Wicking-Werken, außerdem von 1920 bis 1928 Reichstagsabgeordneter der Zentrums-Partei.
Das Haus, gelegen am Kaiser-Wilhelm-Ring, und sein weitläufiger Garten waren dementsprechend häufig Ort von Festen und Empfängen und dafür recht luxuriös ausgestattet.
In der Weltwirtschaftskrise und den folgenden schwierigen Zeiten Anfang der 1930er Jahre brach auch ten Hompels Zementimperium zusammen. Im Jahre 1935 wurde der ehemalige Generaldirektor ten Hompel vor dem Landgericht Münster wegen Veruntreuung, Konkursvergehen, Vermögensverschiebungen und Urkundenfälschung angeklagt und zu drei Jahren Gefängnis sowie einer Geldstrafe von 22.000 Reichsmark verurteilt. 1939 ging die Villa schließlich in den Besitz des Reichsfiskus über. Rudolf ten Hompel zog nach München, wo er 1948 starb.

### Die Villa ten Hompel im Besitz der Ordnungspolizei
Ab April 1940 übernahm die Ordnungspolizei die Villa als Hauptquartier für den Wehrkreis VI, der das ganze heutige Nordrhein-Westfalen mitsamt der Region um Osnabrück und Teilen Belgiens umfasste. Während des Krieges wurden aus der Villa ten Hompel über 20 Polizei-Bataillone in das besetzte Europa geschickt, auch wurden Wachmannschaften für Deportationen und Aufsichtspersonal für Arbeitserziehungslager organisiert, außerdem wurden Fremdarbeiter und Kriegsgefangene von dort überwacht.
Von dort hatte der Befehlshaber der Ordnungspolizei (BdO) Befehlsgewalt über fast 200.000 Mann. Im April 1940 wurde Generalmajor der Polizei Heinrich Lankenau zum BdO ernannt. Lankenau wurde im Dezember 1942 von Generalmajor d.P. Otto Schumann abgelöst, auf den im September 1943 Generalmajor d.P. Kurt Göhrum folgte. Im Herbst 1944 folgte diesem schließlich Generalleutnant d.OP. Reiner Liessem, der das Amt bis Kriegsende innehatte. Liessem verlegte Ende 1944 das Hauptquartier des BdO nach Düsseldorf-Kaiserswerth.

### Die Villa als Teil der Landespolizei
Nach dem Zweiten Weltkrieg diente die Villa ten Hompel als Hauptsitz für die Landespolizei sowie ab Frühjahr 1946 auch der Kriminalpolizei, die im Oktober aber mit der Düsseldorfer Kripo zusammengelegt wurde und sich aus der Villa zurückzog. Bis 1953 war außerdem die Wasserschutzpolizei des Bereichs Westdeutsche Kanäle hier stationiert, dann wurde sie nach Duisburg verlegt. In der Villa blieb bis 1965 eine Personalstelle der Wasserschutzpolizei.

### Entschädigungszahlungen aus der Villa ten Hompel heraus
Ab 1954 war das Dezernat für Wiedergutmachung der Bezirksregierung in der Villa ansässig. Als solches war es dafür verantwortlich, Entschädigungszahlungen an Opfer des Nationalsozialismus und deren Hinterbliebene zu leisten. 12.000 Menschen stellten in den Jahren bis 1968 einen Antrag auf Entschädigung, an diese wurden 100.000.000 D-Mark ausgezahlt.

### Die Villa als Geschichtsort
Ende der 1990er Jahre kaufte die Stadt Münster die Villa, um hier eine Gedenkstätte einzurichten, die sich dem Polizei- und Verwaltungshandeln widmete. Am 13. Dezember 1999 eröffnete Oberbürgermeister Berthold Tillmann in Anwesenheit von NRW-Ministerpräsident Wolfgang Clement und dem Präsidenten des Zentralrates der Juden in Deutschland Paul Spiegel die erste Ausstellung. Seit 2005 waren die beiden Dauerausstellungen „I.m A.uftrag“ und „Wiedergutmachung als Auftrag“ zu sehen, die sich um die Themen Kriegsverbrechen im Nationalsozialismus, Entschädigung für NS-Unrecht, Polizei- und Behördengeschichte drehen. 2005 wurde die erste Ausstellung zur Geschichte der uniformierten Polizei im Nationalsozialismus auf europäischer Museumsebene mit einer Auszeichnung prämiert. Die Villa arbeitet in der Seminar- und Bildungsarbeit eng mit der Universität Münster, mit Schulen und mit der Polizei zusammen. Die Fachhochschule Münster unterstützt die Ausstellung der Villa in Fragen des Designs. Seit Oktober 2008 ist die Stadt Münster Trägerin eines von fünf Mobilen Beratungsteams gegen Rechtsextremismus in NRW. Die „Mobile Beratung im Regierungsbezirk Münster – Gegen Rechtsextremismus, für Demokratie“ ist der Villa ten Hompel angegliedert. Im März 2015 wurde die neue Dauerausstellung eröffnet. Die Villa gibt eine Schriftenreihe heraus und fördert Publikationen, Projekte und Veranstaltungen.

### Sammlung und Dokumentation
Die Villa ten Hompel ist als Geschichtsort nicht nur ein Museum, sondern ermöglicht als Dokumentationsstelle auch die Recherche in historischer Primär- und wissenschaftlicher Sekundärliteratur. Viele Privatleute haben bereits Nachlässe und historische Funde in der Villa hinterlegt, die nicht nur die „große“ Geschichte, sondern auch das Leben „einfacher Menschen“ nachvollziehbar machen.

### Personal
Erster Geschäftsführer und Gründungsdirektor war von 1996 bis 2003 Alfons Kenkmann. Ihm folgte zunächst kommissarisch und seit 2009 als Leiter der Historiker Christoph Spieker. Von 2021 bis 2022 war Axel Doßmann, ebenfalls Historiker, Leiter der Gedenkstätte. Seit Februar 2023 leitet Stefan Querl die Villa ten Hompel.
Ehrenamtliche Helfer, Praktikanten und ein Förderverein unterstützen die angestellten Mitarbeiter.